# بورتون س. بيل
بورتون س. بيل (بالإنجليزية: Burton C. Bell)‏ هو موسيقي ومغني أمريكي، ولد في 19 فبراير 1969 في هيوستن في الولايات المتحدة.

## وصلات خارجية
- بورتون س. بيل على موقع IMDb (الإنجليزية)
- بورتون س. بيل على موقع ميوزك برينز (الإنجليزية)
- بورتون س. بيل على موقع أول ميوزيك (الإنجليزية)
- بورتون س. بيل على موقع ديسكوغز (الإنجليزية)